# Peter Richerson
Peter Richerson – amerykański antropolog.
Związany z Uniwersytetem Kalifornijskim w Davis. Były członek zarządu Stowarzyszenia Antropologii Ewolucyjnej (oddziału Amerykańskiego Stowarzyszenia Antropologicznego).

## Wybrane publikacje
- Culture and the Evolutionary Process (razem z Robertem Boydem, 1985)[1]
- Not by Genes Alone: How Culture Transformed Human Evolution (razem z Robertem Boydem, 2005)[3]